# Istinti criminali (colonna sonora)
Istinti criminali è la colonna sonora dell'omonimo film di Jim Kouf, pubblicata nel 1997 da Death Row e Priority. La RIAA lo certifica multi platino.
Il film risulta l'ultimo interpretato da Tupac Shakur prima della morte. La soundtrack è composta principalmente da brani – tutti più o meno simili tra loro – appartenenti al g-funk e al gangsta rap, anche se non sono eccelsi e sembrano tracce scartate da All Eyez on Me di Tupac (1996), ed è l'ultima pubblicazione di rilievo prodotta dalla Death Row: in seguito all'arresto di Suge Knight l'etichetta non produrrà lavori importanti per diverso tempo.
| Recensione | Giudizio |
| ---------- | -------- |
| AllMusic   | [ 1 ]    |

## Tracce
Disco 1
1. Way Too Major (Daz Dillinger featuring Tray Deee) – 5:27 – Daz Dillinger
2. Life's So Hard (2Pac) – 5:41 – Daz Dillinger
3. Greed (Ice Cube) – 4:30 – Bud'da
4. Get Yo Bang On (Mack 10 featuring AllFrumThai) – 3:07 – Binky
5. These Days (Nate Dogg featuring Daz Dillinger) – 4:59 – Nate Dogg
6. Mash for Our Dreams (Storm featuring Young Noble & Daz Dillinger) – 4:48 – Daz Dillinger
7. Free'em All (J-Flexx featuring Tenkamenin) – 5:40 – QDIII
8. Starin' Through My Rear View (2Pac featuring Outlawz) – 5:12 – 2Pac, Tyrone Wrice (co.-prod.)
9. Devotion (Paradise) – 4:16 – Les Pierce
10. I Can't Fix It (Jackers) – 4:36 – Arthur Griffith, Chris Jackson
11. Questions (Tech N9ne) – 5:08 – QDIII
12. Hollywood Bank Robbery (Tha Gang featuring Snoop Doggy Dogg & Kurupt) – 4:31 – Daz Dillinger

Disco 2
1. Made Niggaz (2Pac featuring Outlawz) – 5:02 – 2Pac, Johnny "J"
2. Loc'd Out Hood (Kurupt) – 4:31 – Daz Dillinger
3. Gang Related (WC, CJ Mac, Daz Dillinger & Tray Deee) – 4:32 – Daz Dillinger
4. Keep Your Eyes Open (O.F.T.B.) – 5:23 – Brian G
5. Lady (6 Feet featuring Storm) – 4:15 – Regi Devell
6. Take a Nigga Like Me (Young Soldierz) – 5:19 – Stretch, Wy
7. What Have You Done? (B.G.O.T.I.) – 4:49 – Dwayne Armstrong
8. What's Ya Fantasy (Outlawz & Daz Dillinger) – 5:32 – Daz Dillinger
9. A Change to Come (J-Flexx featuring Tenkamenin, Bahamadia, Kool & the Gang & Con Funk Shun) – 4:22 – Sean "Barney" Thomas
10. Freak Somethin' (Roland) – 4:46 – Carl "Butch" Small, Tommy D. Daugherty
11. Feelin' a Good Thang (2DV) – 3:24 – Carlas Closson
12. Lost Souls (2Pac featuring Outlawz) – 4:43 – QDIII, Sean Thomas

## Classifiche settimanali
| Classifica (1997)         | Posizione raggiunta |
| ------------------------- | ------------------- |
| Stati Uniti               | 11                  |
| US Top R&B/Hip-Hop Albums | 1                   |